# Unterseeboot 957
L'Unterseeboot 957 ou U-957 est un sous-marin allemand (U-Boot) de type VIIC utilisé par la Kriegsmarine pendant la Seconde Guerre mondiale.
Le sous-marin est commandé le 10 avril 1941 à Hambourg (Blohm + Voss), sa quille posée le 11 mars 1942, il est lancé le 21 novembre 1942 et mis en service le 7 janvier 1943, sous le commandement du Leutnant zur See Franz Saar.
Il est mis au rebut en octobre 1944.

## Conception
Unterseeboot type VII, l'U-957 avait un déplacement de 769 tonnes en surface et 871 tonnes en plongée. Il avait une longueur totale de 67,10 m, un maître-bau de 6,20 m, une hauteur de 9,60 m et un tirant d'eau de 4,74 m. Le sous-marin était propulsé par deux hélices de 1,23 m, deux moteurs diesel Germaniawerft M6V 40/46 de 6 cylindres en ligne de 1 400 cv à 470 tr/min, produisant un total de 2 060 à 2 350 kW en surface et de deux moteurs électriques Brown, Boveri & Cie GG UB 720/8 de 375 cv à 295 tr/min, produisant un total 550 kW, en plongée. Le sous-marin avait une vitesse en surface de 17,7 nœuds (32,8 km/h) et une vitesse de 7,6 nœuds (14,1 km/h) en plongée. Immergé, il avait un rayon d'action de 80 milles marins (150 km) à 4 nœuds (7,4 km/h; 4,6 milles par heure) et pouvait atteindre une profondeur de 230 m. En surface son rayon d'action était de 8 500 milles nautiques (soit 15 700 km) à 10 nœuds (19 km/h).
L'U-957 était équipé de cinq tubes lance-torpilles de 53,3 cm (quatre montés à l'avant et un à l'arrière) et embarquait quatorze torpilles. Il était équipé d'un canon de 8,8 cm SK C/35 (220 coups) et d'un canon antiaérien de 20 mm Flak. Il pouvait transporter 26 mines TMA ou 39 mines TMB. Son équipage comprenait 4 officiers et 40 à 56 sous-mariniers.

## Historique
Il reçut sa formation de base au sein de la 5. Unterseebootsflottille jusqu'au 31 juillet 1943, il intégra sa formation de combat dans la 3. Unterseebootsflottille, dans la 11. Unterseebootsflottille puis dans la 13. Unterseebootsflottille à partir du 1er octobre 1944.
Le 20 mars 1943, le commandant Franz Saar meurt lors d'un accident de plongée en mer Baltique.
Durant toute sa carrière, l'U-957 est attaché à des ports norvégiens.
L' U-957 rencontre son premier succès le 26 janvier 1944 lorsqu'il envoie par le fond un navire marchand britannique et un bateau armé américain du convoi JW-56A en mer de Barents, au nord de Nordkapp. Déjà endommagé quelques heures avant par l'U-360, le Fort Bellingham a été achevé d'une torpille T-3 par l'U-957, à 6 h 53 du matin. Trente-sept hommes meurent dans cette attaque. Vingt-trois membres d'équipage, sept canonniers ont été secourus par le HMS Offa et deux autres canonniers sont faits prisonniers par l'U-957.
Sa deuxième victoire est le PT boat américain USS PTC-38, transporté sur le pont du cargo Andrew G. Curtin jusqu'à ce qu'il soit coulé par l'U-716 le 26 janvier 1944 à 0 h 20. À 7 h 59, l'USS PTC-38 dérive avec deux hommes à bord ; il est repéré et coulé par l'U-957 avec son canon de 20 mm. 
L'U-957 renoue avec le succès pendant la nuit du 26 août 1944 lorsqu'il coule un navire de surveillance soviétique en mer de Kara. Quatre survivants sur les dix-huit hommes d'équipage sont secourus par le sous-marin. Ils sont débarqués le 3 septembre à Hammerfest. 
Il reprend la mer pour sa septième et dernière patrouille le 7 septembre 1944, opérant toujours dans les eaux Arctiques. Le 23 septembre 1944 à 0 h 12, l'U-957 torpille et coule la corvette soviétique Brilliant (No 29) au nord de l'île de Kravkov, dans une très mauvaise visibilité. Le navire escortait le convoi VD-1 lorsqu'il est attaqué et coulé en deux minutes.
 La corvette soviétique Rubin (No 28) et le dragueur de mines T-120 sont envoyés sur place pour secourir d’éventuels survivants. Un homme, qui meurt peu après, est remonté à bord du dragueur de mines. Aucun des 64 marins ne survécurent au naufrage. Le 24 septembre, le T-120 fut torpillé et coulé par l'U-739. 
Du 24 au 26 septembre 1944, l'U-957 bombarde une station radio en Nouvelle-Zemble en compagnie de l'U-711 et de l'U-739.
Le 18 septembre 1944 il heurte lourdement la banquise en mer de Kara. Il est détruit et utilisé pour ses pièces détachées le 21 octobre 1944 à Narvik à la position 68° 25′ N, 17° 24′ O.
La coque du sous-marin est probablement sabordée à Skjömenfjord en mai 1945.

## Affectations
- 5. Unterseebootsflottille du 7 janvier 1943 au 31 juillet 1943 (Période de formation).
- 3. Unterseebootsflottille du 1er août 1943 au 31 décembre 1943 (Unité combattante).
- 11. Unterseebootsflottille du 1er janvier 1944 au 30 septembre 1944 (Unité combattante).
- 13. Unterseebootsflottille du 1er octobre 1944 au 21 octobre 1944 (Unité combattante).

## Commandement
- Oberleutnant zur See Franz Saar du 7 janvier 1943 au 20 mars 1943.
- Oberleutnant zur See Gerhard Schaar (en) du 1er avril 1943 au 21 octobre 1944 (Croix de fer).
- -- IWO Tönshoff du 17 octobre 1944 au 21 octobre 1944.

## Patrouilles
|       | Commandant        | Départ           | Départ     | Arrivée          | Arrivée    | Jours     | Succès  |
| ----- | ----------------- | ---------------- | ---------- | ---------------- | ---------- | --------- | ------- |
| 1     | Oblt. Gerd Schaar | 14 décembre 1943 | Kiel       | 12 janvier 1944  | Narvik     | 30 jours  |         |
| 2     | Oblt. Gerd Schaar | 24 janvier 1944  | Narvik     | 2 février 1944   | Hammerfest | 10 jours  | 7 207   |
| 3     | Oblt. Gerd Schaar | 6 février 1944   | Hammerfest | 20 février 1944  | Narvik     | 15 jours  |         |
|       | Oblt. Gerd Schaar | 22 février 1944  | Narvik     | 25 février 1944  | Hammerfest | 4 jours   |         |
| 4     | Oblt. Gerd Schaar | 26 février 1944  | Hammerfest | 4 mars 1944      | Bergen     | 8 jours   |         |
|       | Oblt. Gerd Schaar | 29 avril 1944    | Bergen     | 2 mai 1944       | Narvik     | 4 jours   |         |
| 5     | Oblt. Gerd Schaar | 11 mai 1944      | Narvik     | 8 juin 1944      | Narvik     | 29 jours  |         |
|       | Oblt. Gerd Schaar | 14 juin 1944     | Narvik     | 15 juin 1944     | Tromsö     | 2 jours   |         |
|       | Oblt. Gerd Schaar | 23 juin 1944     | Tromsö     | 23 juin 1944     | Tromsö     | 1 jours   |         |
|       | Oblt. Gerd Schaar | 26 juin 1944     | Tromsö     | 28 juin 1944     | Tromsö     | 3 jours   |         |
|       | Oblt. Gerd Schaar | 2 juillet 1944   | Tromsö     | 3 juillet 1944   | Narvik     | 2 jours   |         |
|       | Oblt. Gerd Schaar | 18 juillet 1944  | Narvik     | 20 juillet 1944  | Hammerfest | 3 jours   |         |
| 6     | Oblt. Gerd Schaar | 23 juillet 1944  | Hammerfest | 3 septembre 1944 | Hammerfest | 43 jours  | 411     |
| 7     | Oblt. Gerd Schaar | 7 septembre 1944 | Hammerfest | 3 octobre 1944   | Narvik     | 27 jours  | 550     |
|       | Oblt. Gerd Schaar | 6 octobre 1944   | Narvik     | 8 octobre 1944   | Trondheim  | 3 jours   |         |
|       | Oblt. Gerd Schaar | 17 octobre 1944  | Trondheim  | 21 octobre 1944  | Narvik     | 5 jours   |         |
| Total | Total             | Total            | Total      | Total            | Total      | 189 jours | 8 168 t |

Note : Oblt. = Oberleutnant zur See

### OpérationsWolfpack
L'U-957 a opéré avec les Wolfpacks (meute de loups) durant sa carrière opérationnelle.
- Eisenbart (24 décembre 1943 - 5 janvier 1944)
- Isegrim (5-11 janvier 1944)
- Werwolf (27 janvier - 1er février 1944)
- Werwolf (7-19 février 1944)
- Trutz (11 mai - 7 juin 1944)
- Greif (3 août - 1er septembre 1944)

## Navires coulés
L'U-957 a coulé 1 navire marchand de 7 153 tonneaux et 3 navires de guerre totalisant 1 015 tonneaux au cours des 7 patrouilles (189 jours en mer) qu'il effectua.
| Date              | Nom               | Nationalité       | Tonnage | Convoi | Fait  | Localisation         |
| ----------------- | ----------------- | ----------------- | ------- | ------ | ----- | -------------------- |
| 26 janvier 1944   | Fort Bellingham   | Royaume-Uni       | 7 153   | JW-56A | Coulé | 73° 25′ N, 25° 10′ E |
| 26 janvier 1944   | USS PTC-38        | US Navy           | 54      | JW-56A | Coulé | 73° 22′ N, 24° 15′ E |
| 26 août 1944      | Nord              | Marine soviétique | 411     | -      | Coulé | 75° 35′ N, 89° 50′ E |
| 23 septembre 1944 | Brilliant (No 29) | Marine soviétique | 550     | VD-1   | Coulé | 76° 10′ N, 87° 45′ E |